# Pro Evolution Soccer 2011
 (juillet 2017).
Si vous disposez d'ouvrages ou d'articles de référence ou si vous connaissez des sites web de qualité traitant du thème abordé ici, merci de compléter l'article en donnant les références utiles à sa vérifiabilité et en les liant à la section « Notes et références ».
Pro Evolution Soccer 2011 (abrégé PES 2011) est un jeu vidéo de football sorti sur PlayStation 3, Xbox 360 et PC le 28 septembre 2010. Il est ensuite sorti sur Wii, PlayStation Portable, PlayStation 2 le 28 octobre 2010 et une version 3DS est sorti le 25 mars 2011 (en même temps que la Nintendo 3DS).  Ce sera le 10e jeu de la série des Pro Evolution Soccer et il est le principal concurrent de FIFA 11 d'Electronic Arts.
Une Ligue des Masters en ligne, nouveau système de jeu inédit dans la série, permettra d'organiser des confrontations en championnat entre les joueurs du monde entier en lui permettant d'utiliser l'équipe qu'il aura conçue. Il y a également un mode de jeu permettant de créer son propre stade.